# 카툰강

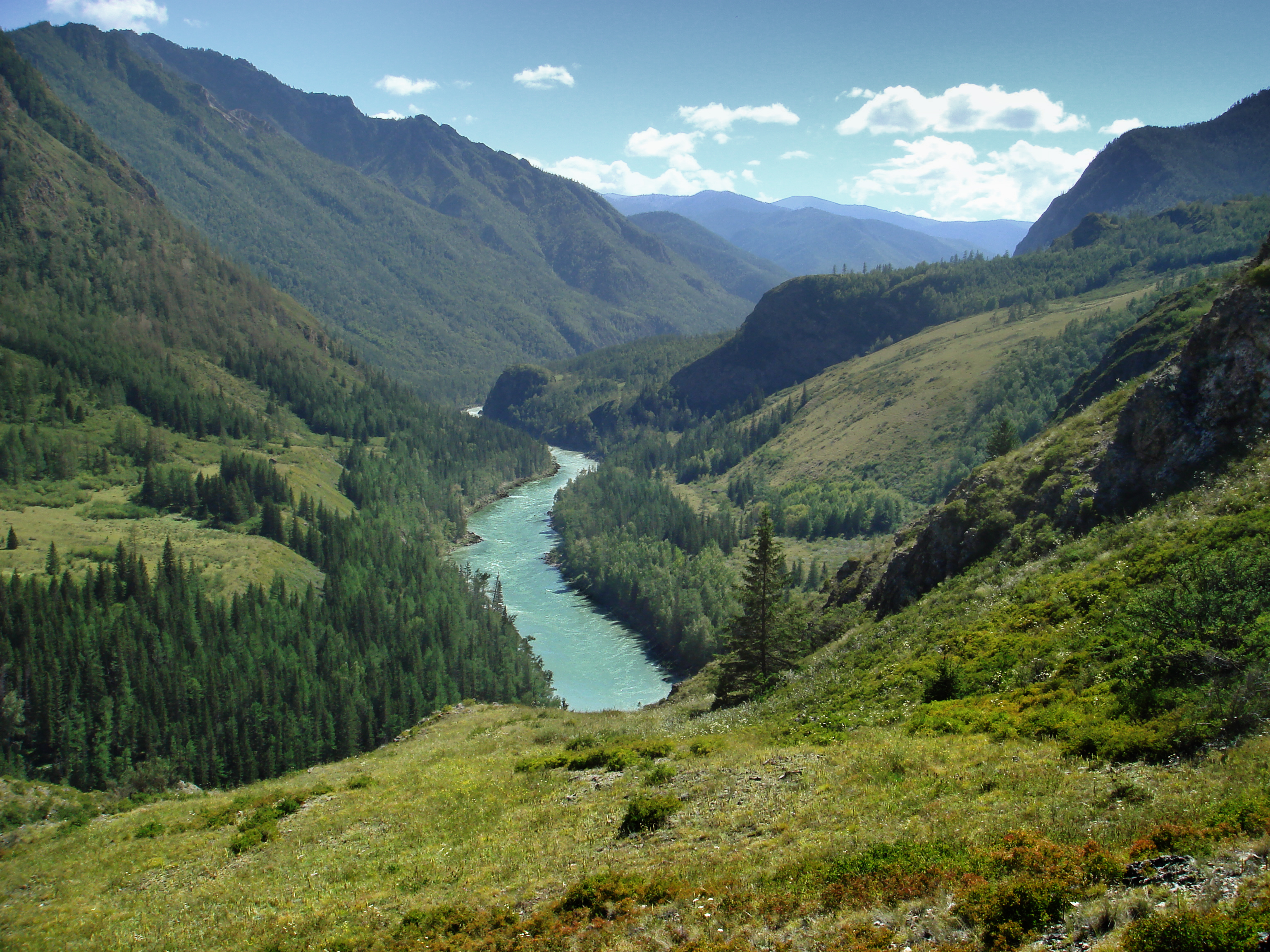
강

카툰강(러시아어: Кату́нь)은 알타이 공화국과 알타이 지방을 통과해서 흐르는 강이다. 길이는 688 km이고, 면적은 60,900 km2이다. 카툰강은 남쪽의 벨루하산맥에서 발원을 한다. 카툰강은 11월~12월 초에 얼어붙다가 4월 중순에 강이 풀린다. 카툰강은 아르구트강, 추야강, 콕샤강, 콕사강, 세마강의 지류가 존재한다.